# Château l'attente

Château l'attente (anglais : Castle Waiting) est une série de bande dessinée de fantasy de Linda Medley publiée sous forme de comic book de 1996 à 2012. Fantagraphics en a fait paraître deux recueils en 2006 et 2013. L'édition française est actuellement assurée par Delcourt.
Contrairement à de nombreuses bandes dessinées populaires de fantasy, Château l'attente ne décrit pas de quête ou de grandes aventures mais se concentre sur la vie quotidienne dans un château où se croisent divers personnages de conte de fée.

## Publications

### Recueils en anglais
- Castle Waiting, Fantagraphics :

1. Castle Waiting, 2006.  (ISBN 1560977477)
2. Castle Waiting vol. II, 2010.  (ISBN 1606994050)

2.1 Castle Waiting Vol. II Definitive Edition, 2013.  (ISBN 1606996339) Inclut les deux derniers chapitres.

### Albums en français
- Château l'attente :

1. Château l'attente, Çà et là, 2007.
2. Château l'attente. Volume II, Delcourt, coll. « Contrebande », 2011.
3. Château l'attente. Volume II Addendum, Delcourt, coll. « Contrebande », 2013.

## Prix et récompenses
- 1998 : Prix Eisner de la meilleure nouvelle série